# Lufengosaurus magnus
Lufengosaurus magnus es una especie del género extinto Lufengosaurus ("reptil de Lufeng") de dinosaurio prosaurópodo masospondílido, que vivió a principios del período Jurásico, hace aproximadamente 203 y 191 millones de años, en el Hettangiense y el Pliensbachiense, en lo que hoy es Asia.

Tamaño de L. huenei (verde claro) y L. magnus (verde oscuro).

Comparados los especímenes de L. magnus con los de L. huenei, su tamaño es más considerable, Gregory S. Paul estimó una longitud de 9 metros y un peso de 1,7 toneladas en 2010. Es la segunda especie del género que fue nombrada por Yang entre 1940 y 1941 y descrita completamente en 1947, Lufengosaurus magnus era, como su nombre específico sugiere magnus, "el grande", en latín, significativamente, hasta un tercio de longitud, más grande que L. huenei. Sin embargo, en occidente, a menudo se considera un sinónimo más moderno de Lufengosaurus huenei, que representa individuos más grandes.